# Namnala
Namnala es un cortometraje de 2014, dirigido por Nacho Solana y protagonizado por el actor Álex Angulo junto a Babou Cham.

## Sinopsis
José (Álex Angulo), es un hombre chapado a la antigua que posee un negocio viejo y obsoleto como su dueño. Su trabajo se centra en el servicio técnico, un oficio que le ha hecho sentirse muy vivo durante toda su vida, pero ahora las cosas van mal y está dispuesto a cerrar su local si no mejora su situación.
Durante uno de sus últimos días de trabajo antes de cerrar para siempre su negocio, un misterioso cliente (Babou Cham) se adentra en su local y cambiará con creces su visión de la vida.

## Reparto
- Álex Angulo, como dueño del negocio.
- Babou Cham, como cliente misterioso.

## Proyecciones
- Festival Internacional de Cortometrajes de Madrid (Cortópolis)
- XIV Festival Internacional de Cortometrajes Cine a la calle
- Festival Ávilacine
- Festival de Cine de Fuengirola